# St. Luzibrücke

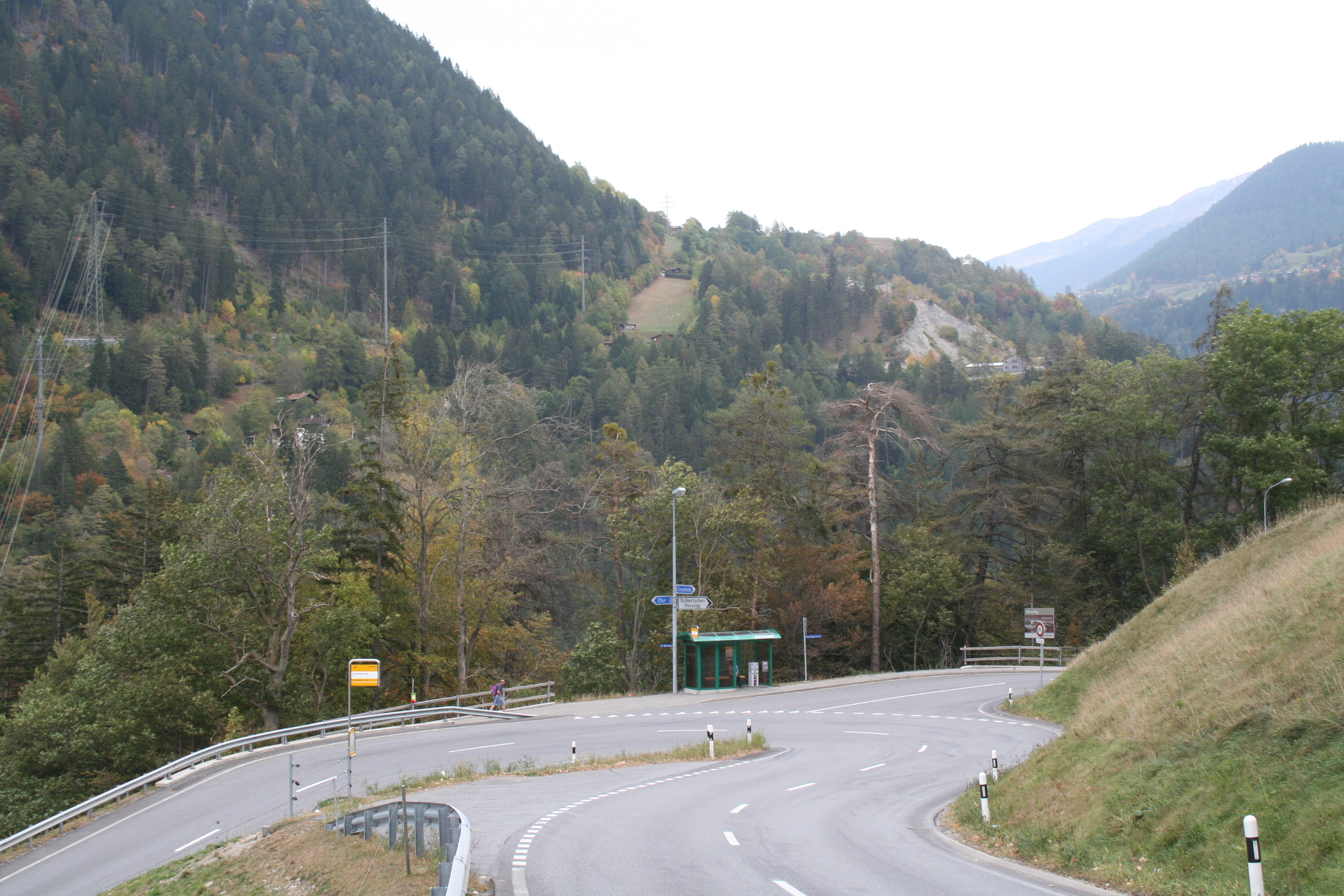
Der Araschgerrank. Die geplante Brücke würde auf die andere Seite nordwestlich des Brandackers bei Maladers führen

Die St. Luzibrücke (italienisch Ponte St. Luzi; rätoromanisch Punt da Son Gliezi) ist Teil eines geplanten Verkehrsprojektes für die Region Chur. Die Brücke soll auf einer Länge von 465 Metern den Fluss Plessur überspannen und so bei Umfahrung der Churer Innenstadt das Bündner Rheintal und den Raum Lenzerheide mit dem Schanfigg und der Ferienregion Arosa verbinden.

## Geschichte der Planung
Bereits im Jahr 1970 erstellte das kantonale Tiefbauamt Graubünden ein erstes Vorprojekt, das jedoch aus finanziellen Gründen nicht zur Ausführung gelangte. Das von der kantonalen Natur- und Heimatschutzkommission genehmigte Vorhaben sah eine kühne 575 Meter lange Konstruktion vor, die die Plessur in einer Höhe von 150 Metern überquerte. Sechs schlanke Stützen sollten die 7 Meter breite Fahrbahn tragen. Als voraussichtliche Baukosten wurden 1970 12 bis 15 Millionen Franken genannt.
Nach dem derzeitigen, überarbeiteten Planungsstand soll die St. Luzibrücke beim Araschgerrank beginnen und auf die gegenüberliegende Seite unterhalb von Maladers führen und dort in die Schanfiggerstrasse münden. Sie soll sich bei einer Fahrbahnbreite von 7 Metern an der tiefsten Stelle 135 Meter über den Talboden erheben.
Die Finanzierung der veranschlagten 58 Millionen Franken ist derzeit noch ungeklärt. Zuschüsse des Bundes sind nicht gesichert und verzögern das Projekt auf unbestimmte Zeit, was angesichts der defensiven Position des Kantons in gewissen Churer und Schanfigger Kreisen einigen Unmut ausgelöst hat (Stand 2012).
Von Verkehrsorganisationen wie dem VCS wurde in der Vernehmlassung angemahnt, die St. Luzibrücke in ein Gesamtkonzept zu integrieren, das auch den Öffentlichen Verkehr miteinschliesst.

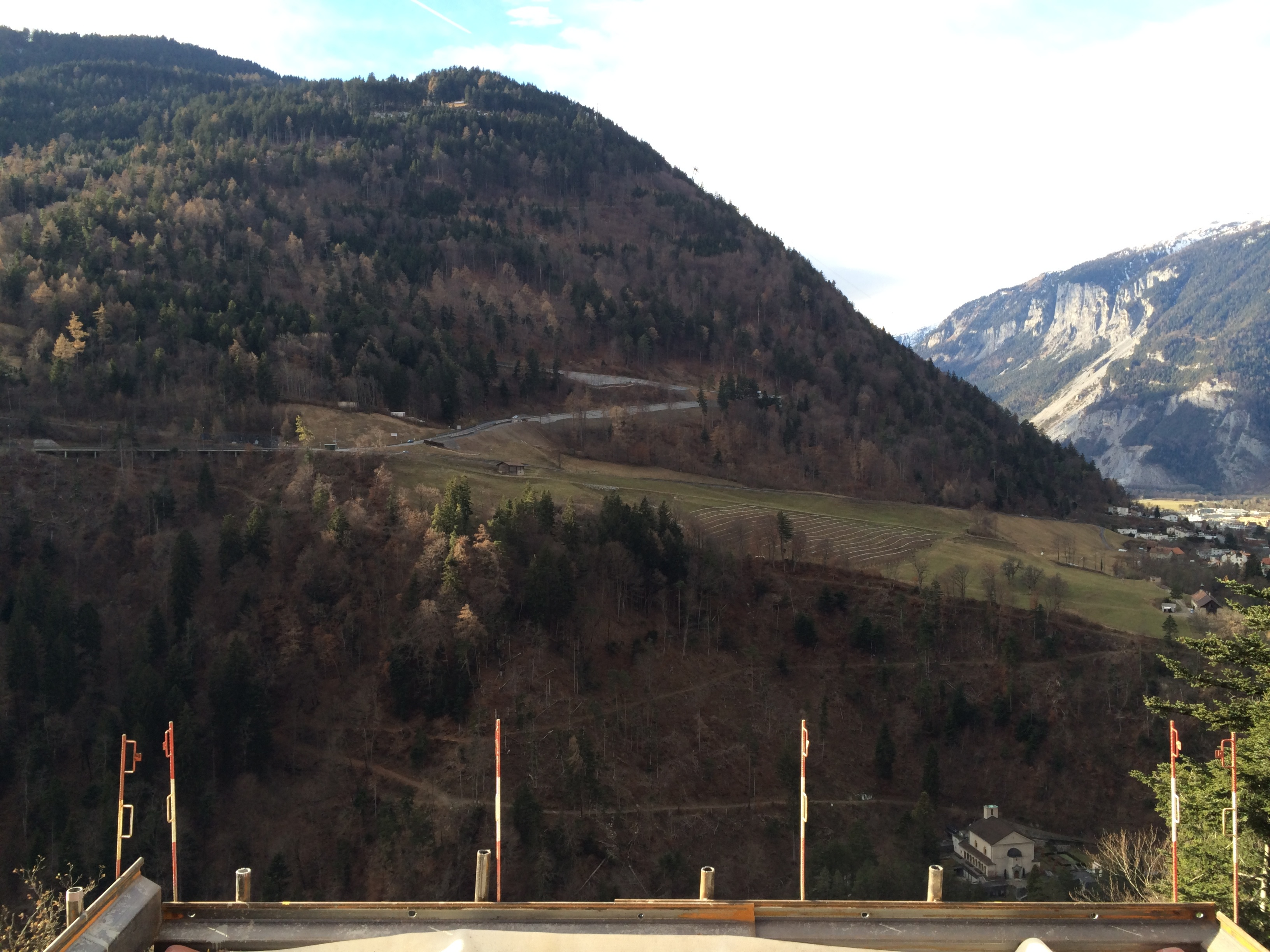
Blick von der Schanfiggerstrasse zum Araschgerrank

Die Alternative zum Bau der Hochbrücke wäre die Sanierung der Schanfiggerstrasse oberhalb der Theologischen Hochschule Chur, die jedoch in geologisch schwierigem Gelände zu erfolgen hätte, deshalb deutlich kostenintensiver als das Brückenprojekt wäre und die Verkehrsproblematik in der Churer Innenstadt am Obertor nicht nachhaltig lösen könnte.
Die Linienführung der Schanfiggerstrasse als Teil der neuen Strecke Chur–Arosa musste noch einmal überprüft werden. Das Bundesgericht hatte im Februar 2014 eine Beschwerde von sechs Anwohnern gutgeheissen. Über deren Grundstück hätte die Brücke geführt. Die Bundesrichter kamen zum Ergebnis, dass die Bewohner durch Schattenwurf beeinträchtigt wären und die Gefahr herabfallender Gegenstände bestünde. Die Bündner Regierung hatte daher zu prüfen, ob Varianten mit einer weiter talaufwärts-südöstlicher verlaufenden Hochbrücke über unbewohnte Gebiete für die Bewohner weniger Nachteile aufweisen würden. Aufgrund dieses Ergebnisses war es zunächst ungewiss, ob die St. Luzibrücke als Ausführungsprojekt ins nächste kantonale Strassenbauprogramm 2017–2020 aufgenommen werden kann.
Im Vorfeld der Juni-Session 2015 des Bündner Grossen Rats in Arosa äusserte sich der Churer Stadtpräsident Urs Marti grundsätzlich positiv zu einer Realisierung der St. Luzibrücke. Zwar sei offen, ob sich der Kanton Graubünden ohne Bundesgelder das Bauwerk leisten könne, durch eine bessere Erschliessung von Arosa und der damit einhergehenden Entlastung der Stadt Chur könnte jedoch ein Doppelnutzen erreicht werden, was eine nähere Betrachtung der Finanzierung zulasse.
Am 8. September 2015 wurde bekannt, dass die Bündner Regierung bereit ist, das Projekt ins Strassenbauprogramm 2017–2020 aufzunehmen und die benötigten finanziellen Mittel für die weiteren Projektierungsarbeiten einzuplanen. Sie entspricht damit einem parlamentarischen Auftrag des Churer Grossrats Ernst Casty. Die Regierung setzt mangels direkter Bundesbeiträge allerdings voraus, dass die allgemeine Bündner Strassenrechnung auch künftig im Rahmen der vorangegangenen Jahre von Bund und Kanton alimentiert wird. Vor diesem Hintergrund treibt das Tiefbauamt Graubünden die vom Bundesgericht geforderte Ergänzung des Variantenvergleichs voran. Anschliessend ist für die erweiterte Studie ein einsprachefähiges Projektgenehmigungsverfahren durchzuführen, weswegen noch keine konkreten Terminbestimmungen in Bezug auf das Vorliegen eines baureifen Projekts möglich sind.
Ende August 2016 bestätigte Regierungsrat Mario Cavigelli, dass das 60-Millionen-Franken-Projekt ins Strassenbauprogramm 2017 bis 2020 des Kantons Graubünden aufgenommen wurde. Ein Baubeginn vor 2020 schien damals noch möglich.
Nach einer vertieften Variantenprüfung entschied die Bündner Regierung am 15. September 2017, das Auflageprojekt für die Querverbindung St. Luzibrücke aus dem Jahr 2008 aufzuheben und das Tiefbauamt mit der Ausarbeitung eines neuen Auflageprojekts zu beauftragen. Die Brücke soll neu nicht mehr in einem weiten «S» über bewohntem Gebiet verlaufen. Sie soll stattdessen geradliniger, dafür aber 120 Meter länger und auch etwas steiler werden. Die veranschlagten Kosten von 66 Millionen Franken übersteigen das bisherige Projekt um rund 11 Millionen Franken. Geplante Realisierung 2026–2030.
Im Februar 2021 wurde beim Grossen Rat eine Petition gegen das Bauvorhaben St. Luzi-Brücke eingereicht. Darin forderten die Petenten, dass die Planung einer Brücke zwischen dem Araschgerrank und dem Brandacker gestoppt werden soll und der betreffende Projektwettbewerb abzubrechen sei. Der Grosse Rat diskutierte die Petition anlässlich seiner Sitzung vom 21. April 2022. Die vorbereitende Kommission empfahl den Ratsmitgliedern einstimmig, die Petition abzulehnen. Der Grosse Rat folgte der Empfehlung und verwarf die Petition mit 69:3 Stimmen bei acht Enthaltungen. Das Bündner Kantonsparlament bekräftigte damit seinen bereits im September 2005 mit 74:0 Stimmen geäusserten Willen, das Projekt St. Luzi-Brücke weiterzuführen.

## Wettbewerb
Den Realisierungswettbewerb aus dem Jahr 2021 gewann das Projekt un solo arco eines Planerteams unter der Federführung des Churer Ingenieurbüros Conzett Bronzini Partner zusammen mit Jüngling & Hagmann, Schlaich Bergermann Partner und Vogt Landschaftsarchitekten. Es handelt sich um eine flache 420 Meter lange talquerende Stahlbogenbrücke, die sich zurückhaltend in das Landschaftsbild einbettet.